# 张孝忠 (中将)
张孝忠（1946年—），湖北应城人，中国人民解放军将领、中国人民解放军中将。 
2003年，授予中国人民解放军中将，曾任第二炮兵政治部主任。 